# Günther Keckeis
Günther Keckeis (* 27. September 1939 in Feldkirch; † 25. April 2023 ebenda) war ein österreichischer Politiker (SPÖ). Keckeis war von 1974 bis 2004 Abgeordneter zum Vorarlberger Landtag und mit seiner 30-jährigen Abgeordnetentätigkeit der längstdienende SPÖ-Landtagsabgeordnete in Vorarlberg.

## Ausbildung und Beruf
Günther Keckeis wurde am 27. September 1939 als Sohn des Eisenbahnbediensteten August Keckeis und dessen Frau Rosiana in der Vorarlberger Bezirkshauptstadt Feldkirch geboren. Nach dem Besuch von Volks-, Haupt- und Handelsschule in seiner Heimatstadt Feldkirch besuchte Keckeis ab 1957 die Arbeitermittelschule in Innsbruck, wo er 1962 im Rahmen einer Externistenprüfung maturierte. Gleichzeitig war er ab 1956 bis 1962 bei der Strumpffabrik Kunert in Rankweil als kaufmännischer Angestellter beschäftigt. Ab 1962 studierte Keckeis an der Universität Innsbruck Rechtswissenschaften. Das Studium schloss er im Jahr 1966 mit der Promotion zum Doktor der Rechte ab. Am 1. Jänner 1967 wurde er als Leiter der Wirtschaftsabteilung Angestellter der Vorarlberger Arbeiterkammer.

## Politische Karriere
Nach der Landtagswahl in Vorarlberg 1974 wurde Günther Keckeis am 4. November 1974 erstmals als Abgeordneter zum Vorarlberger Landtag angelobt. Ab 13. April 1975 war Keckeis bis zum 1. April 1990 zudem Mitglied der Feldkircher Stadtvertretung. Vom 31. Mai 1980 bis zum 1. April 1990 war er darüber hinaus auch Stadtrat für Gesundheitswesen, Alten- und Pflegeheime sowie Leichen- und Bestattungswesen. Später war er von 1992 bis 2005 erneut Mitglied der Stadtvertretung von Feldkirch.
Am 14. November 1987 wurde Günther Keckeis vom Präsidium der SPÖ Vorarlberg zum designierten Landesparteivorsitzenden bestellt. Er zog seine Kandidatur für das Amt des Landesparteivorsitzenden aber im Frühjahr 1988 wegen seiner Ablehnung zum Ausbau der unteren Ill zurück, woraufhin in Folge Arnulf Häfele zum Parteivorsitzenden gewählt wurde. Am 17. November 1993 wurde Keckeis von den Abgeordneten des XXV. Vorarlberger Landtags zum 2. Landtagsvizepräsidenten gewählt, was er bis zum Ende der Legislaturperiode am 3. Oktober 1994 blieb. 1994 wurde er stellvertretender Landtagsclubvorsitzender der SPÖ, ab 8. November 1999 war er Clubvorsitzender. Nach der Landtagswahl in Vorarlberg 2004 schied Günther Keckeis am 4. Oktober 2004 aus dem Landtag aus. Da Keckeis seit dem 1. Jänner 2000 als hauptberuflicher Politiker in der Arbeiterkammer karenziert war, trat er 2004 in die Pensionierung ein.